# Ur-Nammu

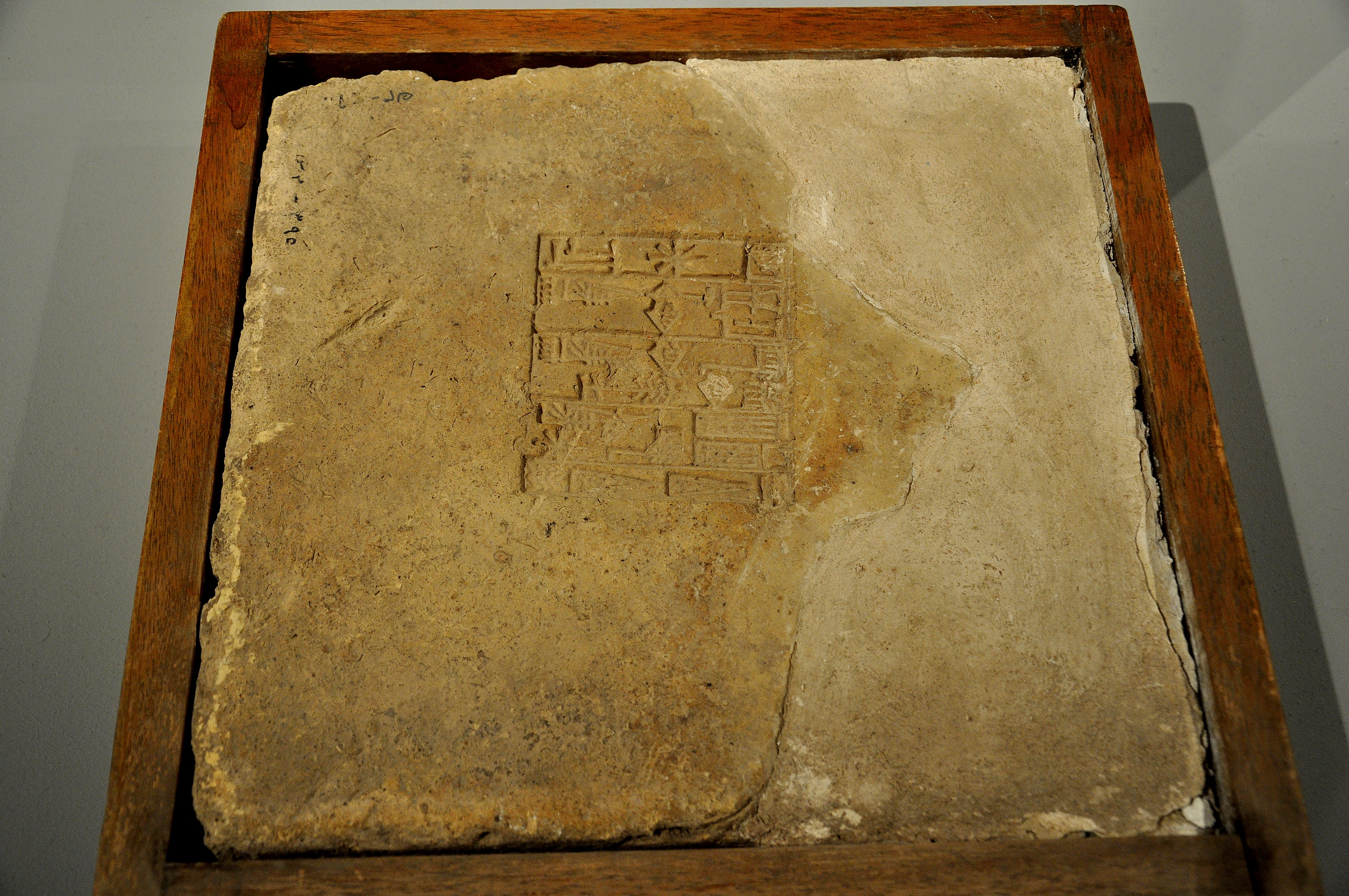
En lertavla med Ur-Nammus namn skrivet.

Ur-Nammu var en sumerisk härskare som levde kring år 2100 f.Kr. Han betraktas som grundare av den tredje dynastin av Ur i södra Mesopotamien, där han styrde cirka år 2112–2095 f.Kr. (2047–2030 f.Kr enligt korta kronologin). Hans dynasti hade kontroll över stora delar av regionen, och följde århundraden av akkadisk och gutisk makt. Ur-Nammu är idag främst ihågkommen på grund av sina bevarade lagar, som är världens äldsta bevarade exemplar.
Ur-Nammu förknippas i de forntida texterna med krigisk verksamhet riktad mot mesopotamiska rivaler och folkgrupper som kommit från områden utanför det egentliga Mesopotamien. Han skall ha erövrat staden Lagash och besegrat härskarna i Uruk vilka tagit över det nysumeriska riket efter Utu-Khegals död. Detta ledde till att han själv blev storkonung över Sumer. Ur-Nammu förknippas även med tempelbyggen.
Ur-Nammu skall ha dött i Gutium under ett fälttåg mot gutierna.